# أندي غودل
أندي غودل هو محامي وسياسي أمريكي، ولد في 1 ديسمبر 1954 في جيمستاون في الولايات المتحدة. نشط حزبياً في الحزب الجمهوري. وقد انتخب عضو جمعية ولاية نيويورك ‏.

## وصلات خارجية
- الموقع الرسمي